# Fernandinho Acústico
Fernandinho Acústico é um álbum de estúdio do cantor cristão Fernandinho, lançado em 2014 pela gravadora Onimusic.
Sendo o oitavo de sua carreira e o primeiro acústico, foi gravado nos estúdios Asterisk Sound, no estado do Texas nos Estados Unidos, produzido pela banda de rock cristã The Digital Age. Contém as participações especiais da cantora Aline Barros em "Te Adorar", Fernanda Brum em "Eu Vou Abrir o Meu Coração", David Quinlan em "Se Não For Pra Te Adorar" e de vários cantores internacionais em "Faz Chover". Quase todo o projeto é composto de releituras dos maiores sucessos de Fernandinho, exceto "Pra Sempre", versão de Kari Jobe.[carece de fontes?]
O álbum recebeu críticas favoráveis da mídia especializada. Thiago Junio, do portal O Propagador elogiou as interpretações vocais do músico, os novos arranjos que as músicas receberam, embora também tenha pontuado que faltaram algumas canções importantes de sua carreira neste CD. "Desde o primeiro álbum do artista, que foi musicalmente lamentável, o avanço na qualidade das produções dos CDs é notável", pontuou o autor.
Em novembro, o cantor recebeu disco de ouro pela venda de 50 mil cópias do álbum em apenas dois dias. A entrega foi realizada na Igreja Batista da Lagoinha, em Belo Horizonte.

## Faixas
| #  | Título                     | Duração | Autoria                                                           |
| -- | -------------------------- | ------- | ----------------------------------------------------------------- |
| 1  | Tudo O Que Eu Quero        | 4:01    | Fernandinho                                                       |
| 2  | Mil Cairão                 | 4:10    | Fernandinho                                                       |
| 3  | Se Não For Pra Te Adorar   | 3:07    | Fernandinho e Paula Terra                                         |
| 4  | Pra Sempre                 | 5:29    | Jenn Johnson, Joel Taylor, Gabriel Wilson “Gabe” e Briam Johnson. |
| 5  | Faz Chover                 | 5:31    | Fernandinho                                                       |
| 6  | Mais Alto                  | 4:35    | Fernandinho                                                       |
| 7  | Pai De Multidões           | 4:33    | Fernandinho                                                       |
| 8  | Eu vou Abrir O Meu Coração | 6:06    | Fernandinho                                                       |
| 9  | Teus Sonhos                | 4:25    | Fernandinho                                                       |
| 10 | Nada Além do Sangue        | 6:22    | Matt Redman                                                       |
| 11 | Uma Nova História          | 4:37    | Fernandinho                                                       |
| 12 | O Hino                     | 4:43    | Jake Hamiltom                                                     |
| 13 | Te Adorar                  | 5:41    | Fernandinho                                                       |
| 14 | Ainda Que A Figueira       | 4:09    | Fernandinho                                                       |
| 15 | Dançar Na Chuva            | 4:12    | Fernandinho                                                       |

Banda
| Instrumento                                    | Integrante               |
| ---------------------------------------------- | ------------------------ |
| Vocais e Violão                                | Fernandinho              |
| Guitarra, Guitarra acústica, Percussão e Banjo | Mark "The Shark" Waldrop |
| Bateria                                        | Jeremy "B-Wack" Bush     |
| Baixo, Teclado, Piano                          | Mike "Mike D" Dodson     |
| Violão, Guitarra acústica e Banjo              | Jack Parker              |